# Lorie
Laure Pester (Le Plessis-Bouchard, Valle del Oise, 2 de mayo de 1982), conocida profesionalmente como Lorie, es una cantante francesa. Su fama se puede atribuir a Johnny Williams, productor y compositor (nieto de la estrella del acordeón André Verchuren "Musette"), quien la descubrió, y a su padre-mánager Dominique Pester (un gestor de estudio anteriores a la radio francesa RTL). Ella a veces también se conoce como la versión francesa de Britney Spears.
Lorie es una cantante multiplatino que ha vendido más de ocho millones de discos en todo el mundo en 2007. Su primer álbum de estudio Près de Toi fue certificado triple platino en Francia y continuo con otros cinco álbumes certificados. en 2007 lanza su álbum 2lor En Moi? del que se desprende su gran éxito Play.
Lorie es también actriz. Prestó su voz para muchas versiones francesas de películas internacionales como Stuart Little 2 y Tinker Bell. Ella protagonizó la película de televisión Feu et de Glace emitida por TF1 y como modelo en París de la telenovela estadounidense The Young and the Restless.
También ha lanzado su línea de ropa, Lorie, solo se encuentran en las tiendas de Z en Francia. Su contrato con Z terminó a principios de 2009.

## Biografía
Nació el 2 de mayo de 1982 en Le Plessis-Bouchard (Valle del Oise). Su nombre real es Laure Pester. A la edad de 3 años comienza sus intereses artísticos dedicándose a la danza pasando luego por el patinaje artístico a los seis años de edad. Su carrera en el artístico se vio frustrada por una lesión que lo llevó a dejar de lado sus deseos por ser campeona de Francia; después de esto, aprovechando sus vínculos familiares (su padre trabajaba para la cadena RTL) probó suerte en varios cástines. Johnny Williams vio en ella un gran potencial artístico y junto a Louis Element escribieron "Près de moi", canción por la cual ella llegó a ser popular en la música francófona. "Près de Moi" se lanzó por Internet a través del sistema gratuito de distribución de música en 1988, logrando un éxito avasallador que la llevó a firmar un contrato discográfico con el sello Epic Records, filial de Sony BMG, y cuyo clímax se consiguió el año 2011, vendiéndose más de dos millones de copias originales (y millones de copias ilegales).
Su segundo disco titulado "Tendrement" logra el mismo éxito con canciones como "J'ai besoin d'amour" o "A 20 ans". Luego con discos como "Lorie Live Tour" (2003), "Attitudes" (2004) o "Rester la même" (2005) logra el reconocimiento de la crítica francesa. Su carrera internacional se ha proyectado incluso más allá de su Francia natal llegando hacia Japón. Ha sido rostro de productos tales como Agua Mineral "Evian" o los famosos estudios "Disney".
Actualmente está promocionando su segundo álbum 2lor en moi? que salió a la venta en noviembre de 2007 con el cual se incursiona en nuevos ritmos como el electropop y el tecktonik.

## Discografía

### Álbumes
- 2001: Près de toi
- 2002: Tendrement
- 2004: Attitudes
- 2005: Rester la même
- 2007: 2lor en moi ?
- 2011: Regarde-moi
- 2012: Danse
- 2017: Les Choses de la vie
- 2024: Hyper Lorie Vol 1

#### Best of
- 2005: Best Of

#### Lives
- 2003: Lorie Live Tour
- 2004: Week-end Tour

### Singles
- Baby boum (1999)
- Près de moi (2001)
- Je serai (ta meilleure amie) (2001)
- Toute seule (2002)
- Dans nos rêves (2002)
- J'ai besoin d'amour (2002)
- À 20 ans (2003)
- Sur un air latino (2003)
- Week-end (2003)
- La positive attitude (2004)
- Ensorcelée (2004)
- C'est plus fort que moi (2004)
- Toi et moi (2005)
- Rester la même (2005)
- S.O.S (2006)
- Parti pour zouker (2006)
- Fashion Victim (2006)
- Je vais vite (2007)
- Lonely (feat 2AM) (2007)
- Play (2008)
- Un garçon (2008)
- Dita (2011)
- Une histoire sans faim (2012)
- Le Coup de Soleil (2012)
- Les Divas du dancing (2012)
- Soleil (2013)
- Gates of the Sun - From "Les Portes du soleil" (2015)
- La vie est belle (2017)
- Bel été (2017)
- Tu dessines un sourire (Remix) (2018)
- Sur un air latino ft Brö (2023)
- Play ft Bilal Hassani (2023)

#### DVD
- Près de vous
- Tendrement vôtre
- Live tour
- Week-end tour
- Best of
- Live Tour 2006
- De feu et de glace

## Doblajes de películas estadounidenses
Su voz sirvió para el doblaje de dos películas animadas norteamericanas. En el año 2002 fue la voz en francés de Margalo en "Stuart Little 2" y tres años más tarde le dio vida a Violette Parr en "Los Increíbles".
Este año 2008, ha doblado otra película de Disney. Pone voz a Tinkerbell, en la versión francesa, y canta las canciones de la película.
También grabó una canción para la película Cenicienta.